# Tầng đẩy tăng cường nhiên liệu lỏng
Một tầng đẩy tăng cường nhiên liệu lỏng (LRB) sử dụng nhiên liệu lỏng và chất oxy hóa để tạo ra lực đẩy tăng cường lúc tên lửa cất cánh, và/hoặc giúp tăng tải trọng mà tên lửa có thể mang theo. Không giống như tầng đẩy tăng cường nhiên liệu rắn, LRB có khả năng thay đổi lực đẩy động cơ nếu như thiết kế của động cơ cho phép, và cũng có khả năng tắt động cơ trong trường hợp cần thoát hiểm khẩn cấp đối với các chuyến bay có người lái.

## Lịch sử
Năm 1926, Nhà khoa học tên lửa người Mỹ Robert Goddard đã là người đẩu tiên chế tạo và thử nghiệm thành công tên lửa nhiên liệu lỏng tại Auburn, Massachusetts.

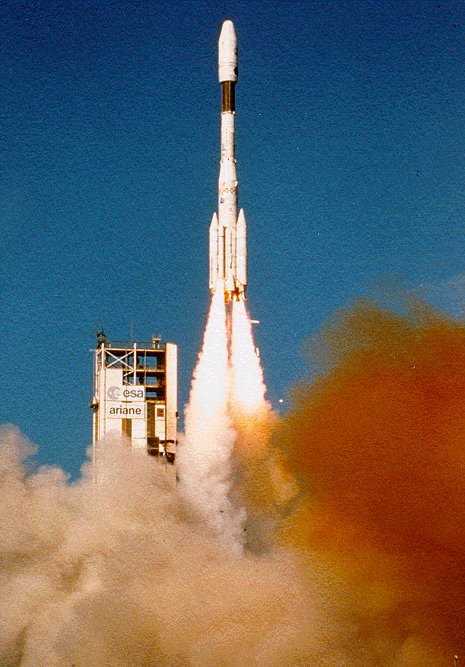
Một vụ phóng tên lửa Ariane 44LP, có thể thấy hai tầng đẩy tăng cường nhiên liệu rắn nhỏ hơn và hai tầng đẩy tăng cường nhiên liệu lỏng lớn hơn.

Trong Chiến tranh lạnh tên lửa R-7 Semyorka, sau này được phát triển thành dòng tên lửa đẩy Soyuz, cấu hình tên lửa nhiên liệu lỏng được sử dụng vì nó cho phép nhiều động cơ tên lửa được kích hoạt và kiểm tra vận hành trong khi tên lửa vẫn còn nằm trên bệ phóng.
Tên lửa Energia ra đời vào những năm 1980 của Liên Xô sử dụng 4 tên lửa Zenit làm tầng đẩy tăng cường nhiên liệu lỏng.
Hai phiên bản tên lửa vũ trụ H-IIA của Nhật Bản cũng sử dụng 1 hoặc 2 tầng đẩy tăng cường nhiên liệu lỏng, giúp nó có khả năng mang thêm tải trọng lên quỹ đạo địa tĩnh nhưng sau đó nó đã bị thay thế bởi tên lửa đẩy H-IIB.
Tên lửa đẩy Ariane 4 có khả năng sử dụng 2 hoặc 4 tầng đẩy tăng cường nhiên liệu lỏng, theo cấu hình tên lửa 42L, 44L, và 44LP. Đối với cấu hình cơ bản Ariane 40-không có tầng đẩy tăng cường, tên lửa chỉ có khả năng đưa tải trọng 2.175 kilogram lên quỹ đạo chuyển tiếp địa tĩnh, trong khi ở cấu hình 44L, với việc bổ sung 4 tầng đẩy tăng cường nhiên liệu lỏng, tên lửa có khả năng đưa tải trọng 4.790 kg lên quỹ đạo tương tự.
Các tầng đẩy tăng cường nhiên liệu lỏng đã được cân nhắc sử dụng trong chương trình thiết kế tàu con thoi và cả sau khi xảy ra Thảm họa tàu con thoi Challenger, tuy nhiên tàu con thoi vẫn tiếp tục sử dụng tầng đẩy tăng cường nhiên liệu rắn cho đến khi nghỉ hưu.
Sau khi chương trình tàu con thoi kết thúc, Pratt & Whitney Rocketdyne và Dynetics đã tham gia cuộc cạnh tranh đấu thầu tầng đẩy tăng cường tiên tiến sử dụng cho tên lửa đẩy Space Launch System (SLS) trong chương trình tàu vũ trụ có người lái tiếp theo của NASA. Tầng đẩy tăng cường thế hệ mới được gọi là "Pyrios", sẽ trang bị 2 động cơ đẩy tăng cường F-1B dẫn xuất từ động cơ Rocketdyne F-1 LOX/RP-1 từng sử dụng trên tầng đẩy 1 của tên lửa Saturn V trong chương trình Apollo. Nếu tầng đẩy tăng cường động cơ kép Pyrios được sử dụng trên phương tiện phóng SLS Block 2, tải trọng mang của tên lửa SLS Block 2 lên quỹ đạo Trái đất tầm thấp sẽ đạt được 150 tấn, vượt 20 tấn so với yêu cầu tải trọng tối thiểu thiết kế đối với SLS Block 2 là 130 tấn. Năm 2013, đã có báo cáo so sánh động cơ tên lửa F-1, động cơ F-1B có hiệu suất cao hơn, độ hiệu quả về chi phí lớn hơn và có cấu tạo động cơ đơn giản hơn. Mỗi động cơ F-1B có khả năng tạo ra 1.800.000 lbf (8,0 MN) lực đẩy, lớn hơn so với động cơ F-1 có lực đẩy 1.550.000 lbf (6,9 MN).
Người Trung Quốc cũng thường sử dụng tầng đẩy tăng cường nhiên liệu lỏng trên các tên lửa đẩy vũ trụ của mình. Họ đã sử dụng tầng đẩy tăng cường nhiên liệu lỏng trên tên lửa Trường Chinh 2F (4 tầng đẩy tăng cường nhiên liệu lỏng-mỗi tầng đẩy trang bị một động cơ YF-20B nhiên liệu hypergolic). Tên lửa Trường Chinh 2E cũng sử dụng 4 tầng đẩy nhiên liệu lỏng tương tự, tương tự là tên lửa Trường Chinh 3B và tên lửa Trường Chinh 3C. Trung Quốc cũng phát triển tầng đẩy tăng cường nhiên liệu siêu lạnh cho tên lửa Trường Chinh 7 và Trường Chinh 5, là những tên lửa đẩy mới được phát triển vào năm 2017.

## Hiện nay
Tên lửa Delta IV hạng nặng bao gồm Common Booster Core (CBC), cùng với hai tầng đẩy tăng cường CBC bổ sung với vai trò tầng đẩy tăng cường nhiên liệu lỏng thay cho tầng đẩy tăng cường nhiên liệu rắn GEM-60 sử dụng trên các phiên bản Delta IV hạng trung. Khi tên lửa cất cánh, cả 3 lõi đẩy tăng cường sẽ cùng được kích hoạt ở công suất tối đa, sau 44 giây, tầng đẩy tăng cường sẽ giảm lực đẩy xuống còn 55% để tiết kiệm nhiên liệu cho đến khi nó được tách ra. Tên lửa Angara A5V và Falcon Heavy cũng sử dụng cùng một thiết kế tương tự như Delta IV Heavy.